# سیدی غیلاس
سیدی غیلاس (به عربی: سيدي غيلاس) یک شهرداری در الجزایر است که در استان تیپازه واقع شده‌است.